# Янохіне
Янохіне (до 2024— Первомайськ) — село в Україні, у Ізюмському районі Харківської області. Населення становить 78 осіб. З 2020 орган місцевого самоврядування — Міловський старостинський округ.

## Географія
Село Янохіне знаходиться на схилах балки, є зсувонебезпечні ділянки, по дну тече пересихаючий струмок з загатою. Село примикає до річки Сіверський Донець, є міст, на протилежному березі багато озер.

## Археологія
- Городище салтівської культури. VIII-Х ст., площею 500х150 м, 5  км від села за течією річки Сіверський Донець; досліджувалося Шрамко Б. А., 1957 р. Ревенко В. І. 2002 р.;
- 11 могил висотою 3,3-2,6 м. III тисячоліття до нашої ери — I тисячоліття нашої ери[1]

## Історія
Засноване як село Янохине в 1840 році, в 1921 було перейменоване в село Первомайське.
Село постраждало внаслідок геноциду українського народу, проведеного урядом срср в 1932—1933 роках, кількість встановлених жертв в Міловій, Первомайському та Дружківці — 230 людей.
12 червня 2020 року, відповідно до Розпорядження Кабінету Міністрів України  № 725-р «Про визначення адміністративних центрів та затвердження територій територіальних громад Харківської області», увійшло до складу Балаклійської міської територіальної громади.
19 липня 2020 року, в результаті адміністративно-територіальної реформи та ліквідації Балаклійського району, село увійшло до складу новоутвореного Ізюмського району.
19 вересня 2024 року Верховна Рада підтримала перейменування села Первомайське на Янохіне. 26 вересня 2024 року перейменування набуло чинності.

## Економіка
Навколо села багато газових свердловин.

## Також
- Перелік населених пунктів, що постраждали від Голодомору 1932-1933, Харківська область